# ضوء الأحد
ضوء الأحد (بالإسبانية: Luz de domingo) هو فيلم إسباني من إنتاج المخرج خوسيه لوسي جارسي (بالإسبانية: José Luis Garci) في سنة 2007, و بطولة ألاكس كونزالس (بالإسبانية: Álex González), باولا إيشافيريا وألفرادو لاندا. تم تصوير الفيلم في ريف منطقة أستورياس في بداية القرن العشرين وهو تجسيد لإحدى روايات الكاتب والصحفي الإسباني رامون بيريث دى أيالا.

## روابط خارجية
- ضوء الأحد على موقع IMDb (الإنجليزية)
- ضوء الأحد على موقع روتن توميتوز (الإنجليزية)
- ضوء الأحد على موقع أول موفي (الإنجليزية)
- ضوء الأحد على موقع فيلمافينيتي (الإسبانية)
- ضوء الأحد على موقع قاعدة بيانات الفيلم (الإنجليزية)
- ضوء الأحد على موقع ليتربوكسد (الإنجليزية)
- ضوء الأحد على موقع كينوبويسك (الروسية)